# Strunzova klasifikacija
Strunzova klasifikacija je sistem za kategorizacijo mineralov, ki temelji na njihovi kemični sestavi. Sistem je uvedel nemški mineralog Karl Hugo Strunz (1910-2006) v svojih Mineraloških tabelah (Mineralogische Tabellen), objavljenih leta 1941.
Strunz se je kot kustos Mineraloškega muzeja Friedrich-Wilhelmsove univerze v Berlinu (sedanje Humboldtove univerze v Berlinu) ukvarjal z urejanjem muzejske geološke zbirke po kristalografsko-kemijskih lastnostih mineralov. Njegove Mineraloške tabele, ki so bile prvič objavljene leta 1941, so bile kasneje večkrat  dopolnjene. Zadnja veljavna izdaja je bila objavljena leta 2001 9. izdaja.
Strunz je minerale razdelil v devet razredov, ki se še naprej delijo v podrazrede, družine in skupine, odvisno od njihove kemijske sestave in kristalne strukture:
1. Samorodne prvine
2. Sulfidi (selenidi, teluridi, arzenidi, antimonidi in bizmutidi)
3. Haloidi
4. Oksidi in hidroksidi
5. Karbonati, nitrati in borati
6. Sulfati (telurati, kromati, molibdati in volframati)
7. Fosfati (arzenati in vanadati)
8. Silikati
9. Organske snovi

### Nickel-Strunzova klasifikacija
Nickel-Strunzova klasifikacija je dodelana in razširjena Strunzova klasifikacija, v kateri so minerali razdeljeni v deset in ne devet razredov. Iz Strunzovega 5. razreda (karbonati, nitrati in borati) so izločeni borati in uvrščeni v samostojen 6. razred. Strunzovi razredi 6-9 so zato preštevilčeni v razrede 7-10.
01 Samorodne prvine
01.A - Kovine in kovinske zlitine
01.B - Kovinski karbidi, silicidi, nitridi in fosfidi
01.C - Polkovine in nekovine
01.D - Nekovinski karbidi in nitridi
02 Sulfidi
02.A - Enostavni sulfidi, selenidi itd.
02.C - Kovinski sulfidi, M:S = 1:1 (in podobni)
02.D - Kovinski sulfidi, M:S = 3:4 in 2:3
02.E - Kovinski sulfidi, M:S = 1:2
02.F - Sulfidi arzena in alkalij; sulfidi s haloidi, oksidi, hidroksidi in H2O
02.H - Žveplove soli arhetipa SnS
02.J - Žveplove soli arhetipa PbS
02.K - Sulfoarzenati, sulfoantimonati
02.L - Nerazvrščene žveplove soli
03 Halogenidi
03.A - Enostavni halogenidi brez H2O
03.B - Enostavni halogenidi s H2O
03.C - Kompleksni haloidi
03.D - Oksi haloidi, hidroksi haloidi in sorodni dvojni haloidi
04 Oksidi in hidroksidi
04.A - Kovina:kisik = 2:1 in 1:1
04.B - Kovina:kisik = 3:4 in podobno
04.C - Kovina:kisik = 2:3, 3:5 in podobno
04.D - Kovina:kisik = 1:2 in podobno
04.E - Kovina:kisik = < 1:2
04.F - Hidroksidi (brez V ali U)
04.G - Uranil hidroksidi
04.H - Vadanati V[5+,6+]
04.J - Arzeniti, antimoniti, bizmutiti in sulfiti
04.K - Jodati
05 Karbonati in nitrati
05.A - Karbonati brez dodatnih anionov, brez H2O
05.B - Karbonati z dodatnimi anioni brez H2O
05.C - Karbonati brez dodatnih anionov s H2O
05.D - Karbonati z dodatnimi anioni s H2O
05.E - Uranil karbonati
05.N - Nitrati
06 Borati
06.A - Monoborati
06.B - Diborati
06.C - Triborati
06.D - Tetraborati
06.E - Pentaborati
06.F - Heksaborati
06.G - Heptaborati in drugi megaborati
06.H - Nerazvrščeni borati
07 Sulfati
07.A - Sulfati (selenati itd.) brez dodatnih anionov, brez H2O
07.B - Sulfati (selenati itd.) z dodatnimi anioni, brez H2O
07.C - Sulfati (selenati itd.) brez dodatnih anionov, s H2O
07.D - Sulfati (selenati itd.) z dodatnimi anioni, s H2O
07.E - Uranil sulfati
07.F - Kromati
07.G - Molibdati, volframati in niobati
07.H - Uranovi in uranil molibdati in volframati
07.J - Tiosulfati
08 Fosfati 
08.A - Fosfati itd. brez dodatnih anionov, brez H2
08.B - Fosfati itd. z dodatnimi anioni, brez H2
08.C - Fosfati itd. brez dodatnih anionov, s H2O
08.D - Fosfati itd. brez dodatnih anionov, brez H2O
08.E - Uranil fosfati in arzenati
08.F - Polifosfati, poliarzenati, [4]-polivanadati
09 Silikati
09.A - Otočni silikati (nezosilikati) z izoliranimi tetraedri
09.B - Skupinski silikati (sorosilikati) z dimernimi strukturami
09.C - Obročasti silikati (ciklosilikati)
09.D - Enojne in dvojne niti (inosilikati)
09.E - Plastnati silikati (filosilikati)
09.F - Paličasti silikati (tektosilikati) brez zeolitske H2O
09.G - Paličasti silikati (tektosilikati) z zeolitsko H2O
09.H - Nerazvrščeni silikati
09.J - Germanati
10 Organske snovi
10.A - Soli organskoh kislin
10.B - Ogljikovodiki
10.C - Drugi organski minerali